# Славянско благотворително дружество (София)
Славянско благотворително дружество е българска организация, основана в 1880 година в София и имаща за цел подпомагане на българската просвета в Македония.

## История
Дружеството е основано на 13 септември 1880 година, почти едновременно с пловдивската Македонска дружина, но за разлика от нея има по-широко име Славянско. Още при самото му основаване обаче се появяват конфликти за името и целта, като някои от основателите искат името да е Българско или Македонско благотворително дружество. Димитър Ризов публикува статия, в която иска името да е Македонска дружина подобно на пловдивската. Настоятелството на дружеството отговаря, че то „ни най-малко не е забравило нашите страдущи братя македонци и в неговите си благотворителни цели тях ги има на пръв план“. Дружеството не среща широка обществена подкрепа и скоро е заменено от Българомакедонското благотворително дружество.
В 1899 година дружеството е основано наново, като основен двигател на новата организация е Борис Мандушев.
- Целите на организацията от членската карта
- Членска карта на Тодор Саев, подписана от председателя Илия Куртев и секретаря Борис Мандушев
- Квитанции за платен членски внос на Тодор Саев